# HDC현대EP
HDC현대EP(주)는 첨단 엔지니어링 플라스틱 재료를 제조하는 HDC그룹의 계열사로, 대표이사는 정원섭이다.
1988년 현대산업개발의 유화사업부로 시작한 현대EP는 2000년 ‘현대엔지니어링 플라스틱(주)’로 분사했으며, 2006년 코스피에 상장하며 지금의 사명인 현대EP(주)로 사명을 변경했다. 2000년 분사 당시 386억이었던 매출은 지난 10여 년간 20배가 넘게 성장해 2013년에는 7,933억을 기록했다.
HDC현대EP의 주요사업은 원유를 정제한 나프타(Naphtha)로부터 추출되는 각종 석유화학원료를 가공해 자동차와 가전제품용 플라스틱 부품소재의 원료로 사용되는 복합PP(Polypropylene)사업, 산업용 파이프와 패널 및 생활제품용 필름류 등에 쓰이는 복합 PE(Polyethylene)사업, 단열재, 포장완충재와 전자제품 부품류의 원료로 쓰이는 PS(Polystyrene)/EPS(Expandable PS)사업, 그리고 아파트 난방관을 생산/판매하는 건자재사업 등으로 구분된다. 국내 복합PP 업계 1위를 고수하고 있으며, 석유화학 소재를 중심으로 현대EP는 자동차, 전자, 건설, 생활용품 등 거의 모든 산업분야에 제품을 공급하고 있다.
해외에서도 중국에 4개 법인 (베이징, 광둥, 옌청, 충칭)과 인도에 1개 법인 (첸나이), 일본에 2개 사무소 (도쿄, 나고야)를 운영하는 등 지속적으로 시장개척 및 사업영역을 넓혀가고 있다. 특히 세계 1위 PP기업인 LyondellBasell社에 복합PP 라이선스 판매계약을 맺고 슬로바키아, 체코, 터키 등 유럽지역과 앨라배마, 조지아주 등 미주지역, 그리고 신흥 시장인 브라질 등에서도 시장을 확대해 나가고 있다. 2007년과 2008년에 각각 1,000만불과 5,000만불 수출의 탑을 수상하였으며, 2010년에는 7,000만불, 그리고 2011년에는 2억불 수출의 탑을 수상한 바 있다. 그밖에도 2012년에는 ‘섬유외관 구현 경량 필라트림`으로 장영실상을 수상, 2017년 3월 성실한 납세로 제51회 납세자의 날 은탑산업훈장을 수상했다.

## 연혁
- 1988년 6월 현대산업개발(주) 유화사업부 발족
- 1994년 11월 당진 유화공장 준공
- 2000년 1월 현대엔지니어링플라스틱(주) 법인 설립
- 2001년 5월 일본 자동차 및 가전 시장 수출 시작
- 2003년 9월 중국 Suzhou에 합작법인 설립
- 2005년 10월 중국 Harbin에 합작법인 설립
- 2006년 8월 현대EP(주) 사명 변경
- 2007년 1월 중국 현대(삼하)공정소료유한공사 법인 설립
- 2007년 1월 인도 Hyundai Engineering Plastics India Private Limited 법인 설립
- 2007년 6월 복합PE사업 진출 (진천공장,광둥법인 양수)
- 2008년 3월 일본 나고야 사무소 설립(Nagoya)
- 2010년 4월 동부하이텍 유화공장 인수 (PS 및 EPS)
- 2010년 8월 한국PEM PB-1사업부 인수
- 2011년 3월 중국 현대(옌청)공정소료유한공사 법인 설립
- 2011년 10월 중국 광둥법인 잔여지분 인수, 광둥현대공정소료로 사명변경
- 2012년 9월 PS/EPS 사업 진출 (울산공장, 동부하이텍 유화사업 인수)
- 2013년 10월 미국지사 설립 (ALANAMA)
- 2016년 3월 C-PVC PIPE 사업 진출 (김천공장, 한국케미칼 사업 양수)
- 2016년 9월 현대(충칭)공정소료유한공사 설립
- 2018년 2월 중앙연구소 설립 (단국대학교)
- 2018년 3월 사명 변경 (현대EP→HDC현대EP)

## 본점 및 지점 현황
- 당진공장: 충청남도 당진시 석문면 대호만로 1221-32
- 울산공장: 울산광역시 남구 사평로 108-256 (부곡동)
- 분당사무소: 경기도 성남시 분당구 정자일로239, 아이파크분당 102동 5,6F

## 같이 보기
- HDC그룹
- HDC현대산업개발
- 아이파크
- IPARK